# Henri Caron
 (novembre 2012).
Si vous disposez d'ouvrages ou d'articles de référence ou si vous connaissez des sites web de qualité traitant du thème abordé ici, merci de compléter l'article en donnant les références utiles à sa vérifiabilité et en les liant à la section « Notes et références ».
Pour les articles homonymes, voir Caron.
Henri Caron (né le 2 juillet 1924 à Noyelles-sous-Lens et mort le 29 avril 2002 à Bry-sur-Marne) était un sportif français, champion du monde de marche athlétique.

## Biographie

### Débuts
En 1940, Henri Caron a 16 ans. Il débute l'athlétisme au CO Aubervilliers, où il devient en cours d'année, champion régional et national en catégorie Cadet, des  5 km sur piste  de marche athlétique (UFM et FFA). Deux ans plus tard, il devient champion de Paris tout en conservant ses deux titres. Il passe en catégorie junior et remporte les 10 km piste. Il passe ces deux années à Courrières et travaille comme mineur de fond dans la fosse 21 des mines de Courrières. Il abandonne alors la marche pour se consacrer à son dur travail.

### L'après guerre
Après la seconde Guerre mondiale, en 1946, Henri Caron reprend timidement les compétitions de marche, en catégorie senior, dans un nouveau club, le CM Presse, avec Gilbert Roger qui fut entre autres 6 fois vainqueur de Strasbourg - Paris et de Paris - Strasbourg. Cette année de reprise ne lui apporte aucun résultat. Cependant, l'année suivante, en 1947, il devient champion de Paris et de France des 50 km sur route en marche athlétique. Il se classe alors 2e du circuit de Lyon. Grâce à ses performances, il devient sélectionné international en Suisse et en Belgique : il remportera dans cette dernière le marathon de Liège en 3,56 heures. L'année suivante, il conserve ses titres de champion de Paris et de France des 50 km sur route. Il participe aux Jeux olympiques de Londres et y termine finaliste sur 50 km à la 11e place, derrière ses deux coéquipiers de l'équipe de France qui finissent 8e et 9e. Les Français finissent donc vainqueurs du classement officieux par équipe.

### La révélation
En 1949, Il signe à l'Union Sportive Metro, sous la direction de Julien Girard. Henri Caron est alors surveillant à la RATP. Il inaugure cette année son palmarès avec le titre de champion de Paris et de France des 50 km route. Il devient ensuite champion du monde à Paris, à la suite d'une arrivée à l'Arc de triomphe et après avoir parcouru 68 km en 6,38 heures, il termine avec une avance de 20 minutes sur le 2e et le 3e . Il fut également vainqueur cette année-là de l'épreuve Marcinelle-Beaumont, des 24 heures de Charleroi et termina 2e du circuit de Lyon. 
L'année suivante, en 1950, il remporte le championnat de France des 50 km sur route, et gagne aussi les 50 km au stade des Grands Pêchers à Montreuil, sur piste cette fois-ci. Il remporte le bol d'or en pulvérisant le record de France et du monde, avec 213,333 km. Il est à nouveau vainqueur de l’épreuve de Marcinelle-Beaumont des 24 heures de Charleroi et du prix de Paris. Sélectionné pour Paris-Strasbourg, il prend la tête des marcheurs dès le départ, il garde cette position et bat dans les 100er km, le record de la distance dans cette épreuve. Toujours en tête aux 200 km, à Châlons-sur-Marne, il doit abandonner pour cause de blessures aux pieds.
En 1951, il enlève les titres de champion de France des 50 km et 100 km sur route. Sur le parcours Saverne-Strasbourg. À l’occasion de la fête des Roses, il accapare le record du monde des 100 km sur route en 9,32 h, soit une moyenne horaire de 10,650 km/h.

### Les années difficiles
En 1952, Henri Caron est à nouveau sélectionné pour Paris-Strasbourg mais après 65 km de marche, à La Ferté-sous-Jouarre, il doit abandonner car il n'était pas en forme. Au cours de l’année, il remporte néanmoins les championnats de France des 50 km et ceux des 100 km sur route en 9,32 heures. L'année suivante, il remporte ses 2e championnats du monde en Suisse sur le parcours Sion-Lausanne. Cette même année, il est vainqueur au Maroc sur le parcours Casablanca-Fès de 350 km en 48 h ; il se brûle malheureusement les deux pieds au 3e degré à la suite de cette longue marche.
En 1955, il se remet lentement de sa blessure mais parvient à être en forme aux championnats du monde des 100 km qui se déroulent en France sur le parcours Dijon-Le Creusot. Il les gagnera en 9,37 heures s'offrant donc son 3e titre.

### La fin de carrière
En 1956, Henri Caron est encore sélectionné pour Strasbourg-Paris, mais il est vaincu par Gilbert Roger qui parcourra 528 km en 68,31 h alors que lui parcourut 522 km en 77,48 h ; il se classera donc 6e de cette épreuve. Grâce à son expérience, il est nommé en 1957 capitaine de l’Équipe de France pour les épreuves internationales, en particulier les matchs France-Suisse. 
L'année suivante, il devient champion d’Europe de la marche athlétique, et en 1959, il remporte ses 4e championnats du monde, à Bruges, des 100 km en 10,01 h, avec une température moyenne de 40°. Cependant, des ennuis de santé lors des deux années suivantes l'empêchent de poursuivre cette série.
Mais en 1962, la santé lui revenant, il se ré-entraîne avec force, remportant de nouvelles victoires. Pour la dernière année de sa carrière, il remporte ses 5e championnats du monde à Laval, avec difficulté, puisqu'il est suivi à 2 minutes par Louis Schenk. Pour Henri Caron, alors âgé de 39 ans, ces derniers championnats seront aussi les plus durs, avouera-t-il.

## Honneurs
Henri Caron fut en outre :
- membre de l’Association des Médaillés Olympiques Français ;
- récipiendaire de la médaille de Vermeil d’Encouragement au dévouement ;
- récipiendaire de la médaille d’Or de la jeunesse et des Sports ;
- récipiendaire de la médaille d’argent de la Ville de Paris ;
- récipiendaire du Grand Prix Humanitaire de France ;
- officier de l’Éducation Civique.